# Hwanggŭmbŏl
Hwanggŭmbŏl (kor. 황금벌역, pol. Złota Ziemia) – stacja linii Hyŏksin, systemu metra znajdującego się w stolicy Korei Północnej, Pjongjangu. Stacja została otwarta 9 września 1978.